# Vlachy
Vlachy es un municipio del distrito de Liptovský Mikuláš en la región de Žilina, Eslovaquia, con una población estimada a final del año 2024 de 645 habitantes.
Se encuentra ubicado al sureste de la región, cerca del curso alto del río Váh (cuenca hidrográfica del Danubio), de los montes Tatras y de la frontera con Polonia y las regiones de Prešov y Banská Bystrica.

## Demografía
| Año        | 1994 | 2004    | 2014    | 2024     |
| ---------- | ---- | ------- | ------- | -------- |
| Población  | 607  | 630     | 584     | 645      |
| Diferencia |      | +3,78 % | −7,30 % | +10,44 % |

| Año        | 2023 | 2024    |
| ---------- | ---- | ------- |
| Población  | 643  | 645     |
| Diferencia |      | +0,31 % |